# 百年目の田舎っぺ
『百年目の田舎っぺ』（ひゃくねんめのいなかっぺ）は、1968年4月26日から同年10月18日までTBS系列局で放送されていたTBS製作のテレビドラマである。放送時間は毎週金曜 21:00 - 21:30 （日本標準時）。

## 概要
当時演芸番組や映画で人気を博していた東京ぼん太を起用した作品。原作：笠原良三。
本作の放送と並行して、講談社の月刊誌『ぼくら』1968年8月号 - 同年12月号に本作のコミカライズ版が連載されていた。ただし、コミカライズ版のタイトルは『百年めのいなかっぺ』とひらがな表記が多めになっている。原作：笠原良三、漫画：ヨシダ忠、協力：TBSテレビ。

## 出演者
- 東京ぼん太
- 宍戸錠
- 城野ゆき
- 梓英子
- 藤村有弘
- 横山道代
- ほか[誰?]

## 放送局
以下の当時のTBS系列各局において、全て放送時間は金曜 21:00 - 21:30で同時ネット。
- TBS（制作局）
- 北海道放送[1]
- 岩手放送[2]
- 東北放送[3]
- 福島テレビ[3]
- 新潟放送[4]
- 北陸放送[4]
- 信越放送[5]
- 静岡放送[6]
- 中部日本放送[4]

- 朝日放送[7]
- 山陰放送[8]
- 山陽放送[9]
- 中国放送[9]
- RKB毎日放送[10]
- 長崎放送[10]
- 熊本放送[10]
- 宮崎放送[11]
- 南日本放送[11]
- 琉球放送[12]